# Royal Aircraft Factory F.E.1
O Royal Aircraft Factory F.E.1 (Farman Experimental) foi o segundo avião projetado e construído por Geoffrey de Havilland, em 1910, sendo utilizado por De Havilland para aprender a voar no final daquele ano.
Apesar de não ter sido construído pela Royal Aircraft Factory, teve seu projeto para ela vendido e foi o primeiro avião a ser designado como da Factory.
Possuía um motor de 45 hp. construído pela Iris Motor Company, a partir do desenho de de Havilland.

## Projeto e desenvolvimento
De Havilland foi nomeado designer assistente e piloto de teste na "Army Balloon Factory" em Farnborough (mais tarde Royal Aircraft Factory) em dezembro de 1910, o War Office comprou a aeronave de De Havilland por £ 400. e recebeu a designação F.E.1 ("Farman Experimental 1")

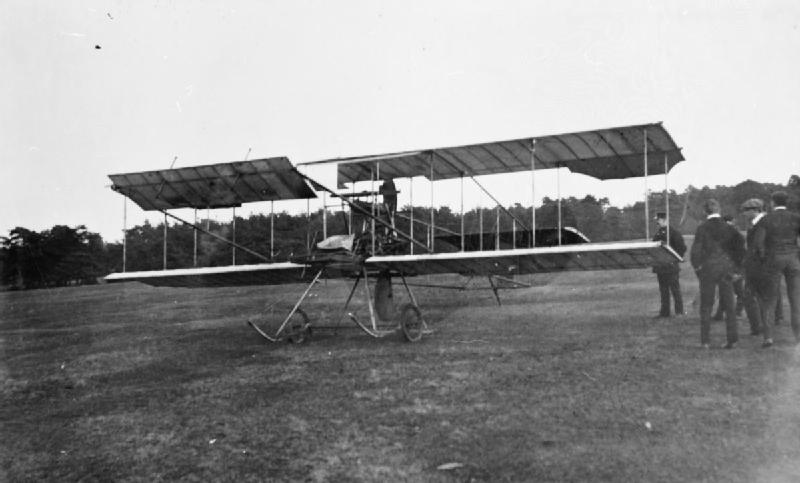
Um De Havilland F.E.1 mark 2, 1911.

Após o fracasso do projeto de sua primeira aeronave, Geoffrey de Havilland começou a construção de sua segunda aeronave, reutilizando o motor que havia projetado para a máquina anterior. Como o Bristol Boxkite e vários outros designs britânicos contemporâneos, este seguia de perto as linhas gerais do Farman III, sendo um biplano por impulsão de dois lugares com um profundor instalado em longarinas na frente da asa, o piloto sentava na linha da asa inferior diretamente à frente do motor, e um segundo profundor e um leme atrás das asas. O controle lateral era feito por meio de um par de ailerons montados na asa superior. De Havilland e vários outros pilotos voaram em Farnborough até que ele caiu no verão de 1911, enquanto pilotado pelo Tenente Theodore J. Ridge, que mais tarde foi morto voando o S.E.1.

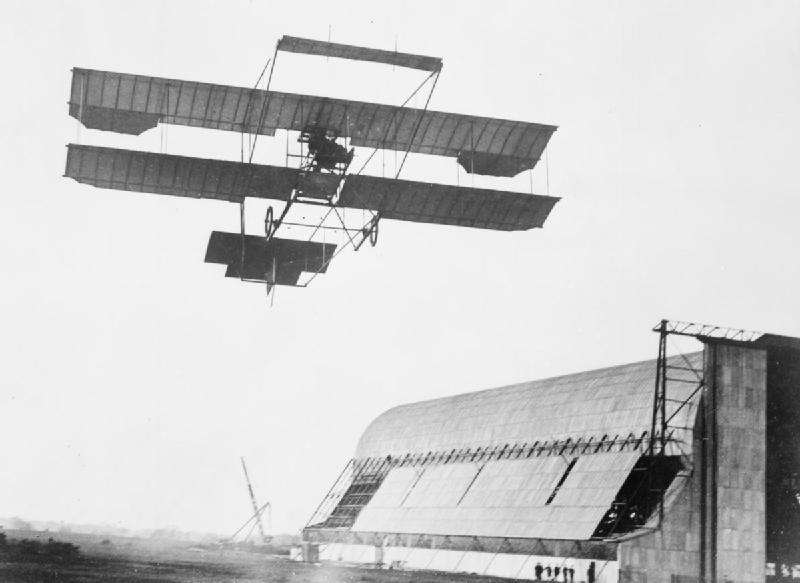
Um F.E.1 em voo, 1911.

## Reconstruído como o F.E.2
O F.E.1 acidentado foi "reconstruído" em agosto de 1911 como o F.E.2. Na verdade, o termo "reconstrução" não foi apropriado, pois era um design completamente novo, incorporando poucos ou nenhum componente real do original (neste estágio, Farnborough ainda não estava autorizado a construir aeronaves do zero). O motor Iris, seriamente danificado no acidente "F.E.1", foi substituído por um motor giratório Gnome de 50 hp, uma nacele de dois lugares foi instalada, e o profundor dianteiro foi substituído por outro incorporado em uma cauda sesquiplana da maneira convencional. Nesta forma foram realizados vários testes, incluindo o encaixe de uma metralhadora Maxim, e testes de hidroavião, sendo o mesmo equipado com um único flutuador central. Neste ponto, o "F.E.2" era alimentado por um motor Gnome de 70 hp (52 kW).
Em 1913, o projeto do F.E.2 foi mais uma vez retrabalhado fortemente com uma nacele nova e aerodinâmica, painéis da asa superior que aumentaram a extensão para 42 pés (12,08 m) e uma cauda revisada com um leme menor e a cauda levantada na direção dos longerons superiores. A nacele era agora mais profunda e mais espaçosa, enquanto os planos principais eram idênticos aos do "B.E.2a". O Gnome foi substituído por um motor Renault V-8 de 70 hp (52 kW) refrigerado a ar. Efetivamente, embora a fábrica agora construísse aeronaves originais rotineiramente, era mais um caso de um novo projeto reutilizando a designação de um mais antigo. Foi perdido em um acidente perto de Wittering em 23 de fevereiro de 1914 quando o piloto, R. Kemp perdeu o controle durante um mergulho, não tendo sido capaz de se recuperar da "descida em espiral íngreme", matando seu passageiro. O projeto reconstruído não tinha área de aletas suficiente para equilibrar a área do lado da nacela.

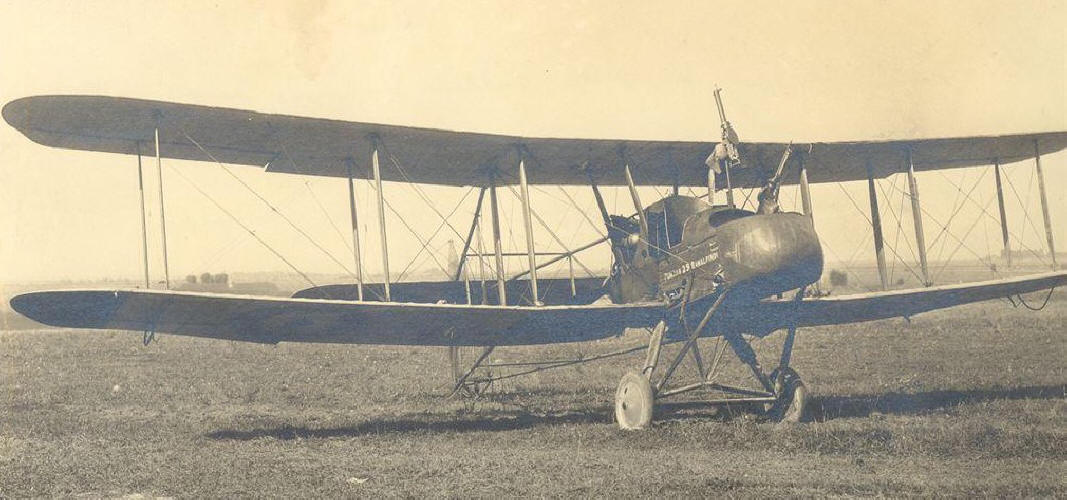
Um F.E.2b em setembro de 1916.

Os tipos "F.E.2a/b/d" produzidos em grande número na Primeira Guerra Mundial seguiram o mesmo layout geral, mas eram consideravelmente maiores e, novamente, com um design totalmente novo. Esta dupla reutilização da designação "F.E.2" causou considerável confusão entre os historiadores da aviação.

## Operadores
Reino Unido
- Royal Aircraft Factory